# 牧田佳歩
牧田 佳歩（まきた  かほ）は、日本のモデル、女優、ナレーターである。東京都出身。所属事務所はオフィスパレット。中央大学法学部法律学科卒業。

## 人物
特技：英会話
趣味：フットサル・歌・ジャズダンス